# Louis du Bellay de Commequiers
Pour les autres membres de la famille, voir Famille du Bellay.
Louis du Bellay de Commequiers, mort le 4 janvier 1542 à Paris, est un prêtre catholique, chanoine de la cathédrale Notre-Dame de Paris, archidiacre de Paris, seigneur du Bois-Thibault, de Tessé et de Montohier, membre de la famille du Bellay.

## Biographie

### Origine et famille

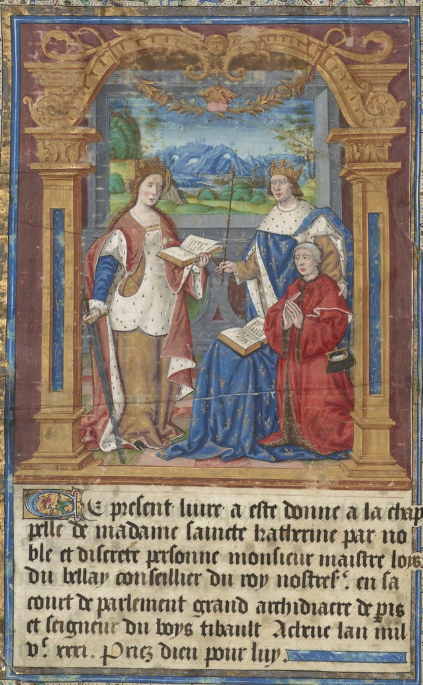
Frontispice du missel de Louis du Bellay

Dans les partages qui suivirent la mort d'Eustache Ier du Bellay, ce fut à Louis, comme cadet, qu'échurent les terres du Bois-Thibault et de Tessé. A l'exemple sans doute de son père, Louis du Bellay s'était voué à l'état ecclésiastique : dès le commencement de l'année 1492, il avait été pourvu de la cure de l'église Saint-Séverin de Paris ; il ne tarda pas à être nommé grand Archidiacre de Paris ; et plus tard il devint chanoine de la cathédrale Notre-Dame de Paris, et docteur et proviseur de Sorbonne.

### Seigneur
Vers 1510, il dut succéder à son père comme seigneur du Bois-Thibault. Avant 1518, il avait acheté la terre seigneuriale du Hazay, située entre ses deux terres du Bois-Thibault et de Tessé, en Rennes-en-Grenouille ; de même en 1531, il devait se rendre acquéreur du « lieu, domaine, terre et seigneurie » du Boullay, en la Chapelle-Moche. En 1525, Louis du Bellay avait eu à rendre à Louis de Vendôme, alors seigneur de Lassay, son aveu pour les terres qu'il tenait de lui.
Louis du Bellay fait élever le bâtiment en forme d'équerre qui occupe toute la partie nord-ouest du château du Bois Thibault. Il avait également fait restaurer à la même période la chapelle du Bois-Thibault.

### Religieux
Parlementaire, en septembre 1535, à l'occasion de la réformation de l'Hôtel-Dieu de Paris, « Maistre Loys du Bellay, conseiller du roy en la court de parlement », avait été commis par la chambre des vacations pour assister les vicaires et réformateurs nouvellement nommés à la requête du procureur général du roi, et de plus « contraindre ou faire contraindre tous ceux qu'il appartiendra à garder, observer et entretenir les statuts et ordonnances » relatifs à cette réforme.
Le 1er janvier 1540 (n. s.), il est présent lors l'entrée à Paris de Charles-Quint, qui traversait alors la France. Tous les grands corps de l'Etat, et entr'autres le parlement, avaient été convoqués pour aller au devant du puissant monarque. Or « Maistre Loys du Bellay », se trouvait ce jour-là au nombre des conseillers qui devaient faire partie du cortège.
Louis du Bellay avait pour résidence à Paris, sans doute en sa qualité de chanoine, une maison sise au cloître Notre-Dame. Le 1er janvier 1542 (n. s.), se sentant atteint du mal qui devait l'emporter quelques jours après, il fit ses dispositions testamentaires.

### La mort
Louis de Bellay mourut trois jours après avoir dicté ce testament, le 4 janvier. Ses obsèques furent célébrées le lendemain en l'église Notre-Dame de Paris par son cousin Jean du Bellay, et son corps fut inhumé dans la chapelle Saint-Crépin de la même église, chapelle qui est devenue depuis celle des du Bellay.

On y voyait encore au XVIIIe siècle son tombeau, avec l'épitaphe suivante : 
« « Cy gist noble et vénérable personne messire Loys du Bellay, en son vivant conseiller du Roy nostre sire en sa court de parlement, et grand archidiacre et chanoine de céans, seigneur du Bois-Thibault, Chelles et Villequier, lequel a esté inhumé par Révérendissime cardinal du Bellay, évesque de Paris, le 5e jour de janvier 1541. — Priez Dieu pour luy ». Bibliothèque nationale de France, manuscrit fonds fr. 4613; épitaphes de l'église Notre-Dame : tombeau de René du Bellay. »
. Les héritiers de Louis du Bellay n'oublièrent pas quelle prédilection le défunt avait témoignée dans les derniers temps de sa vie pour sa chapelle du Bois-Thibault : aussi voulurent-ils que son cœur au moins y reposât, enfermé dans un mausolée On voyait au pied de ce mausolée, la figure d'un cœur. On lisait enfin dans le fond du mausolée en question l'inscription suivante :
«  « Ici gît le cœur de haut et puissant Messire Louis du Bellay, abbé de Reuge, et grand archidiacre de Paris, fondateur de cette auguste et sainte église, qui fut consacrée par les Eminentissimes Cardinaux de Bourbon, évêque du Mans, et du Bellay, et par le Révérendissime évêque de Séez, dans laquelle fut érigée la paroisse du Bois-Thibault, avec droit de toutes fonctions curiales au chapelain, et de conserver le Très Saint Sacrement de l'autel. Priez Dieu de donner la paix éternelle à son àme ». »
.

## Bréviaire et manuscrits
Louis du Bellay avait commandé à un des meilleurs enlumineurs du temps un missel destiné à celle-ci et orné en tête d'une superbe image coloriée le représentant lui-même en robe de conseiller au Parlement de Paris, présenté par saint Louis, son patron, à sainte Catherine qui était à la fois la patronne de sa mère, Catherine de Beaumont, et celle de la chapelle du Bois-Thibault. Le missel en question avait été achevé en 1531, comme nous l'apprend la légende inscrite au bas de l'image qui figure à son frontispice :
« « Ce présent livre a esté donné à la chapelle de Madame Sainte-Catherine par Noble et Discrète personne Monsieur Maistre Loys du Bellay, conseiller du Roy, nostre sire, en la court de Parlement, grand archidiacre de Paris, et seigneur du Bois-Thibault. Achevé l'an mil VcXXXI. Priez Dieu pour luy ». »
- Bibliothèque nationale de France. Département des Manuscrits. Latin 907. Breviarium et Graduale ad usum Cenomanensem. Voir en ligne

### Sources et bibliographie
- Adelstan de Beauchêne, Le Bois-Thibault : , Étude Historique & Archéologique, Laval, Imprimerie-Librairie Ve A. Goupil, 1912 (lire en ligne).
- Manuscrit du XVIIe siècle « Histoire généalogique de la maison du Bellay, où les vies des plus illustres personnages de cette maison sont rapportées et quelques-uns de leurs portraicts representez en taille doulce » ... ; avec « la pluspart des généalogies des maisons alliées... » et « la veritable histoire du royaulme d'Ivetot..., le tout justifié tant par l'histoire que par chartes... », de Louis Trinquant est présent à la Bibliothèque Sainte-Geneviève, sous la côte Manuscrit 537 (Notice de l'ouvrage). Il s'agit d'une des sources principales de toutes les biographies de la famille du Bellay. Une copie de ce manuscrit est disponible à la Médiathèque Toussaint d'Angers, sous la côte Manuscrit 1191 (Notice de l'ouvrage).